# Pesquería Rancho Salinas
Pesquería Rancho Salinas är en ort i Mexiko.   Den ligger i kommunen San Pedro Tapanatepec och delstaten Oaxaca, i den sydöstra delen av landet, 600 km sydost om huvudstaden Mexico City. Pesquería Rancho Salinas ligger 4 meter över havet och antalet invånare är 593.
Terrängen runt Pesquería Rancho Salinas är platt åt sydost, men åt nordväst är den kuperad. Havet är nära Pesquería Rancho Salinas åt sydväst. Runt Pesquería Rancho Salinas är det ganska glesbefolkat, med 24 invånare per kvadratkilometer. Närmaste större samhälle är Chahuites, 13,1 km nordost om Pesquería Rancho Salinas. 